# (523687) 2014 DF143
(523687) 2014 DF143 ist ein großes transneptunisches Objekt im Kuipergürtel, das bahndynamisch als erweitertes Scattered Disk Object (DO) oder als Cubewano (CKBO) eingestuft wird. Aufgrund seiner Größe gehört der Asteroid möglicherweise zu den Zwergplanetenkandidaten.

## Entdeckung
2014 DF143 wurde am 26. Februar 2014 von einem Astronomenteam auf Bildern, die im Rahmen des Pan-STARRS–Projekts am Haleakalā-Observatoriums (Maui) am 12. April 2011 entstanden, entdeckt. Die Entdeckung wurde am 16. Juli 2016 von einem Astronomenteam, bestehend aus B. Gibson, T. Goggia, N. Primak, A. Schultz und M. Willman (Pan-STARRS) bekanntgegeben, der Planetoid erhielt am 25. September 2018 von der IAU die Kleinplaneten-Nummer 523687.
Nach seiner Entdeckung ließ sich 2014 DF143 auf Fotos bis zum 12. März 2002, die im Rahmen des Sloan Digital Sky Survey–Programmes (SDSS) am Apache-Point-Observatorium (New Mexico) gemacht wurden, zurückgehend identifizieren und so seinen Beobachtungszeitraum um zwölf Jahre verlängern, um so seine Umlaufbahn genauer zu berechnen. Seither wurde der Planetoid durch verschiedene erdbasierte Teleskope beobachtet. Im Oktober 2018 lagen insgesamt 166 Beobachtungen über einen Zeitraum von 17 Jahren vor. Die bisher letzte Beobachtung wurde im Juni 2018 am Cerro Tololo-Observatorium (Chile) durchgeführt. (Stand 18. März 2019)

## Eigenschaften

### Umlaufbahn
2014 DF143 umkreist die Sonne in 280,30 Jahren auf einer fast kreisförmigen Umlaufbahn zwischen 40,87 AE und 44,78 AE Abstand zu deren Zentrum. Die Bahnexzentrizität beträgt 0,046, die Bahn ist 23,68° gegenüber der Ekliptik geneigt. Derzeit ist der Planetoid 42,99 AE von der Sonne entfernt. Das Perihel durchlief er das letzte Mal 1947, der nächste Periheldurchlauf dürfte also im Jahre 2227 erfolgen.
Marc Buie (DES) klassifiziert den Planetoiden als erweitertes SDO (ESDO bzw. DO), während vom Minor Planet Center keine spezifische Einstufung existiert; letzteres ordnet ihn als Nicht–SDO und allgemein als «Distant Object» ein. Das Johnston’s Archive führt ihn dagegen als Cubewano auf, wobei er zu den bahndynamisch «heißen» klassischen KBO gehören würde.

### Größe
Derzeit wird von einem Durchmesser von 358 km ausgegangen, basierend auf einem Rückstrahlvermögen von 8 % und einer absoluten Helligkeit von 5,7 m. Ausgehend von diesem Durchmesser ergibt sich eine Gesamtoberfläche von etwa 403.000 km2. Die scheinbare Helligkeit von 2014 DF143 beträgt 21,98 m.
Da es denkbar ist, dass sich 2014 DF143 aufgrund seiner Größe im hydrostatischen Gleichgewicht befindet und somit weitgehend rund sein könnte, erfüllt er möglicherweise die Kriterien für eine Einstufung als Zwergplanet. Mike Brown geht davon aus, dass es sich bei 2014 DF143 um vielleicht einen Zwergplaneten handelt.
| Jahr                                         | Abmessungen km | Quelle   |
| -------------------------------------------- | -------------- | -------- |
| 2018                                         | 352,0          | Johnston |
| 2018                                         | 358,0          | Brown    |
| Die präziseste Bestimmung ist fett markiert. |                |          |